# Espermiogénese

O processo de espermatogénese. 1. Espermatócito primário 2. Espermatócitos secundários
3. Espermatídeos 4. Espermatozoides

A espermiogénese (português europeu) ou espermiogênese (português brasileiro) é a etapa final da espermatogénese, responsável pela maturação dos espermatídeos em espermatozoides maturos, e dotados de motilidade. O espermatídeo é uma célula de formato mais ou menos circular, contendo um núcleo, complexo de Golgi, centríolo e mitocôndrias. Todos estes organelos desempenham um papel importante na constituição do espermatozoide.

## Fases

Representação esquemática de um espermatozoide humano.

O processo da espermiogénese é, classicamente, subdividido em quatro fases: a fase Golgi, a fase do capuz, a fase do acrossoma e a fase de maturação. As fases são reconhecidas por aspectos morfológicos do espermatídeo.

### Fase Golgi
Os espermatídeos, que até este ponto apresentam maioritariamente uma simetria radiada, começam a desenvolver polaridade.
A vesícula acrossômica (que se virá a ser o acrossoma em um espermatozoide maduro) começa a ser formada, como resultado da fusão de granulos produzidos pelo complexo de Golgi. A vesícula acrossômica se liga ao envelope nuclear e começa a crescer em tamanho, devido à constante fusão com vesículas secretadas pelo complexo de Golgi.
Os centríolos se posicionam no polo oposto ao da formação do acrossoma.

### Fase do capuz
A vesícula acrossômica se torna mais densa e se espande, passando a recobrir a metade anterior do núcleo. O capuz acrossômico é formado, resultado de alterações na forma de membrana da vesícula acrossomômica.
O centrossoma se liga ao núcleo no polo oposto ao da formação do acrossoma. O centríolo distal começa a formar o axonema. O centríolo proximal que está ligado ao núcleo começa a formação da peça conectora, que ligará a cauda à cabeça do espermatozoide.

### Fase do acrossoma
Fase caracterizada pela reorientação do espermatídeo, cuja cabeça se posiciona em direção à lâmina basal, enquanto o flagelo em desenvolvimento se direciona ao lúmen do tubo seminífero.
Após terminar de secretar as substâncias do acrossoma, o complexo de Golgi se desprende do polo anterior e migra livremente pelo citoplasma.
A manchete, uma estrutura composta por microtubulinas, é formada. Esta estrutura se projeta a partir de um anel perinuclear, logo abaixo do acrossoma, e se estende pelo citoplasma. A manchete atua na conformação da cabeça do esperma e no transporte intracelular, sendo importante para a formação do flagelo.

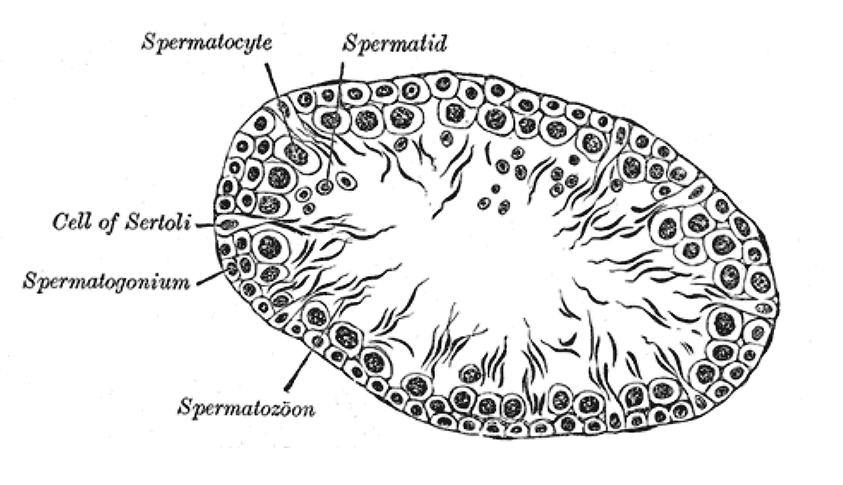
Espermatozoides no interior do túbulo seminífero, antes da espermiação. Note-se como os flagelos estão orientados para o lúmen.

### Fase de maturação
O núcleo se condensa e porções desnecessárias do citoplasma (os chamados corpos residuais) são descartadas pelo espermatozoide, sendo fagocitados pelas células de Sertoli dos testículos. As mitocôndrias formam um anel na base do flagelo.
Exemplos de estruturas que compõem os corpos residuais: mitocôndrias que não foram utilizadas para formação da cauda; complexo de Golgi; retículo endoplasmático e resíduos lipídicos.
Ao final dessa fase, a manchete é desfeita.

## Compactação da cromatina
Durante a espermiogénese, as histonas somáticas presentes na cromatina dos espermatídeos são substituídas por histonas variantes. Posteriormente, as histonas serão substituídas por protaminas, o que resultará em um DNA altamente condensado e incapaz de transcrever.
Protaminas são proteínas relativamente pequenas e compostas de 55 a 79% arginina, o que permite uma forte ligação com o DNA. As protaminas podem ter a função de gerar um núcleo mais condensado e hidrodinâmico, o que geraria uma vantagem na natação do espermatozoide. Além disso, as protaminas podem atuar como um marcador epigenético em certas regiões do genoma do espermatozoide.
Em alguns mamíferos, como é o caso dos humanos, as histonas são substituídas por proteínas de transição, que por sua vez serão substituídas pelas protaminas. Estas proteínas de transição podem atuar como reguladoras no processo de compactação da cromatina, podendo ser importantes no início da compactação, ou na interrupção de transcrição.

## Espermiação
O espermatozoide maturo é libertado de entre as células de Sertoli para o lúmen do túbulo seminífero, num processo designado espermiação. Os espermatozoides resultantes já maturaram mas não são dotados de motilidade, sendo que, nesta etapa, são ainda inviáveis.
Os espermatozoides sésseis são transportados para o epidídimo com o fluido testicular secretado pelas células de Sertoli, com o auxílio de movimentos peristálticos. No epidídimo, os espermatozoides ganham motilidade e tornam-se capazes de fertilizar um oócito. Não obstante, o transporte dos espermatozoides maturos no restante sistema reprodutor masculino é feito por contracção muscular, e não pela motilidade própria do espermatozoide. Uma camada de glicoproteínas sobre o acrossoma impede o espermatozoide de tentar fertilizar o oócito antes de se deslocar pelo tracto reprodutor masculino e feminino. A capacitação do esperma é feita pelas enzimas FPP (fertilization promoting peptide em inglês, ou péptido promotor da fertilização), produzidas pelo homem, e pela heparina (no tracto reprodutor feminino), que removem esta camada e permitem ao espermatozoide proceder à reacção acrossómica ao chegar ao oócito.